# Willsboro Point
Willsboro Point es un lugar designado por el censo ubicado en el condado de Essex en el estado estadounidense de Nueva York. En el Censo de 2020 tenía una población de 382 habitantes y una densidad poblacional de 23,07 habitantes por km². Fue incluido como CDP en el censo de 2020.

## Geografía
Willsboro Point se encuentra ubicado en las coordenadas 44°24′31″N 73°22′38″O / 44.40861, -73.37722. Según la Oficina del Censo de los Estados Unidos,  tiene una superficie total de 16,56 km², de la cual 7,21 km² corresponden a tierra firme y 9,35 km² a agua.